# Czarnoksiężnik (singel Zbigniewa Rawicza)
Czarnoksiężnik – singel polskiego piosenkarza Zbigniewa Rawicza, nagrany w 1948 dla warszawskiej wytwórni Muza.
Była to prawdopodobnie jedna z pierwszych kilkunastu płyt wyprodukowanych przez firmę fonograficzną Muza, która dopiero później stanie się Polskimi Nagraniami Muza. Na stronie A nagrana została w rytmie tanga kompozycja Zygfryda Czerniaka – „Czarnoksiężnik”. Naklejka na płycie podaje, iż autorami słów są: Miedziński i Kuroczko. Dariusz Michalski w książce „Piosenka przypomni ci...” podaje nazwiska: Edward Miedziański i Tadeusz Kuroczko. Informuje również (s. 203), że właściwe nazwisko autora tekstu to: Czesław Liberowski.
Zbigniewowi Rawiczowi towarzyszyła podczas nagrania orkiestra taneczna Piotra Szymanowskiego.
Na stronie B nagrane zostało tango „Noc”, również w wykonaniu orkiestry tanecznej Piotra Szymanowskiego. 
10-calowa monofoniczna płyta, odtwarzana z prędkością 78 obr./min wydana została przez wytwórnię Muza 1013 (numery matryc: WA 133, WA 127).

## Lista utworów
1. „Czarnoksiężnik” (muz. Z. Czerniak)
2. „Noc” (muz. Antoni Buzuk)

## Inne nagrania
„Czarnoksiężnik” został nagrany również przez innych wykonawców (mniej więcej w tym samym czasie). Byli nimi Zenon Jaruga i Mieczysław Fogg. Wiele lat później pojawiły się wersje Orkiestry Ulicznej z Chmielnej (1976) czy Zespołu Studia M2 pod dyrekcją Bogusława Klimczuka.